# Куромза
Куромза — река в России, протекает по Палехскому району Ивановской области.
Куромза начинается в 1 километре к северу от бывшей деревни Терехово. Течёт через лес на север и у деревни Барышки поворачивает на запад, протекает деревни Беликово, Мухино, село Подолино, деревню Сергеево. Впадает в Леску недалеко от устья около села Красное.
Основной приток — Жилевка, впадает слева напротив Мухино.
Название может быть сопоставлено с финским «kuru» — «длинное узкое углубление; залив или ложбина, ущелье или русло с крутыми берегами» и саамским «kurra», «gurrâ», «kur» — «узкое углубление (проход) в горной тундре», «отверстие», «ущелье».